# Mieczysław Wróblewski

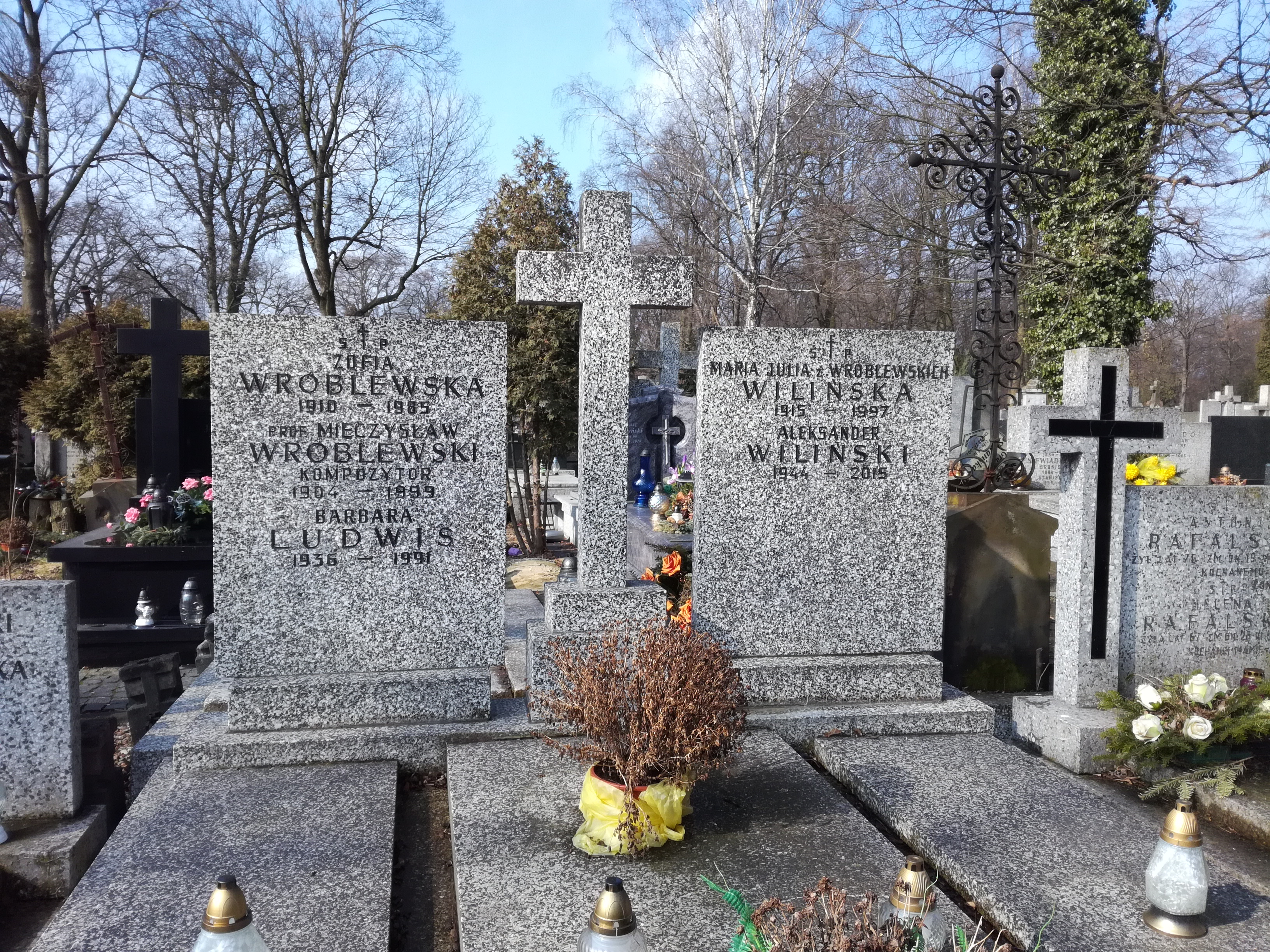
Grób na cmentarzu Bródnowskim

Mieczysław Wróblewski (ur. 3 lutego?/16 lutego 1904 w Taganrogu nad Donem, zm. 12 grudnia 1999 w Montrealu) – polski kompozytor, dyrygent.

## Życiorys
Urodził się w rodzinie Alfonsa, dyrektora okręgu Bajkalskiej Kolei Żelaznej, i Fortunaty ze Stankiewiczów. Ukończył gimnazjum w Nerczyńsku na Syberii i Wyższą Szkołę Muzyczną im. Fryderyka Chopina w Warszawie (studiował od 1925 fortepian u Józefa Śmidowicza i Jerzego Żurawlewa oraz teorię u Michała Biernackiego). W 1931 założył chór pod nazwą Revellersi Polscy. W latach 1932–1935 był kierownikiem muzycznym i dyrygentem orkiestry w kinoteatrze „Hollywood”. Współpracował z teatrami rewiowymi Morskie Oko, Mewa, 8.30. Od 1 czerwca 1933 był mężem Zofii Sakowicz. Był wyróżniony na Olimpiadzie w Berlinie. W 1936 zorganizował i prowadził do wybuchu II wojny światowej orkiestrę salonową w Hotelu Europejskim. 
W okresie międzywojennym skomponował wiele utworów muzyki tanecznej (tanga, walce), m.in. Markiza, Smutne tango, Stara melodia, Gdybyś chciała, Czasem w sercu coś rozkwita, Gdy się zakochasz we mnie, Hawajskie serce i gitara, Nie zapomnij o mnie, Ja nie byłem ciebie wart, Kiedy przyjdzie ta chwila wyśniona?, Nikt nie umie kochać tak, jak ty, Tylko jedna jest dziewczyna, W noce jesienne, Wiem, że odejdziesz, Wiśnie, Zew miłości, Żebyś ty mnie zrozumiał oraz muzykę baletową dla zespołu Parnella, m.in. Demon i wiara, Alraune, Maszyny, Ave Caesar. 
Okupację hitlerowską przeżył w Warszawie.
Po wojnie został kierownikiem Wydziału Kultury i Sztuki przy Zarządzie Miejskim w Sopocie. Koncertował w „Grand Hotelu” oraz w radiu. W 1948 wyjechał do Szwecji i zamieszkał w Sztokholmie. Od 1951 mieszkał w Kanadzie. Był pianistą w hotelach nowojorskich: „Savoy Plaza”, „Waldorff Astoria”, „Sheraton East” oraz w hotelu „Bonaventur” w Montrealu.
Pochowany 16 lutego 2000 na cmentarzu Bródnowskim w Warszawie (kwatera 11C-1-11).